# 南安站
南安站是漳泉肖铁路上的一个铁路车站，位于福建省泉州市南安市美林街道，建于1998年，现为四等站，邮政编码为362300。
南安站曾经办理客运业务，2007年停止售卖客票，每日仅接待上下经停客车的部分旅客，2014年12月停办客运业务，目前仅办理整车货物发到。设有南安市华达建材市场有限公司专用线及福建华盛物流有限公司专用线。

## 车站结构
车站设到发线5条（含正线1条），有效长度650米；牵出线1条，有效长度280米；货物装卸线6条；专用线3条。设基本站台1座。

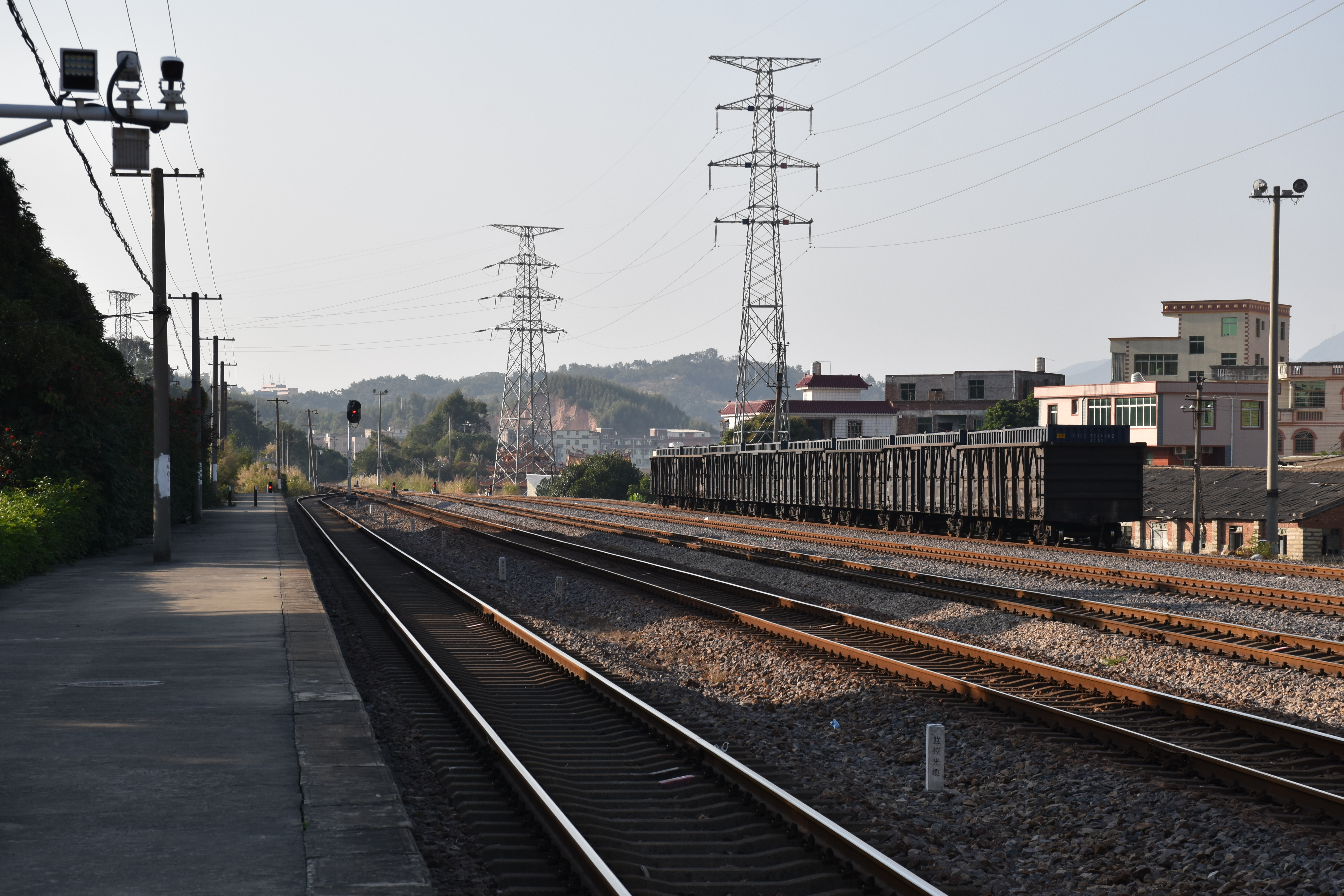
南安站站场
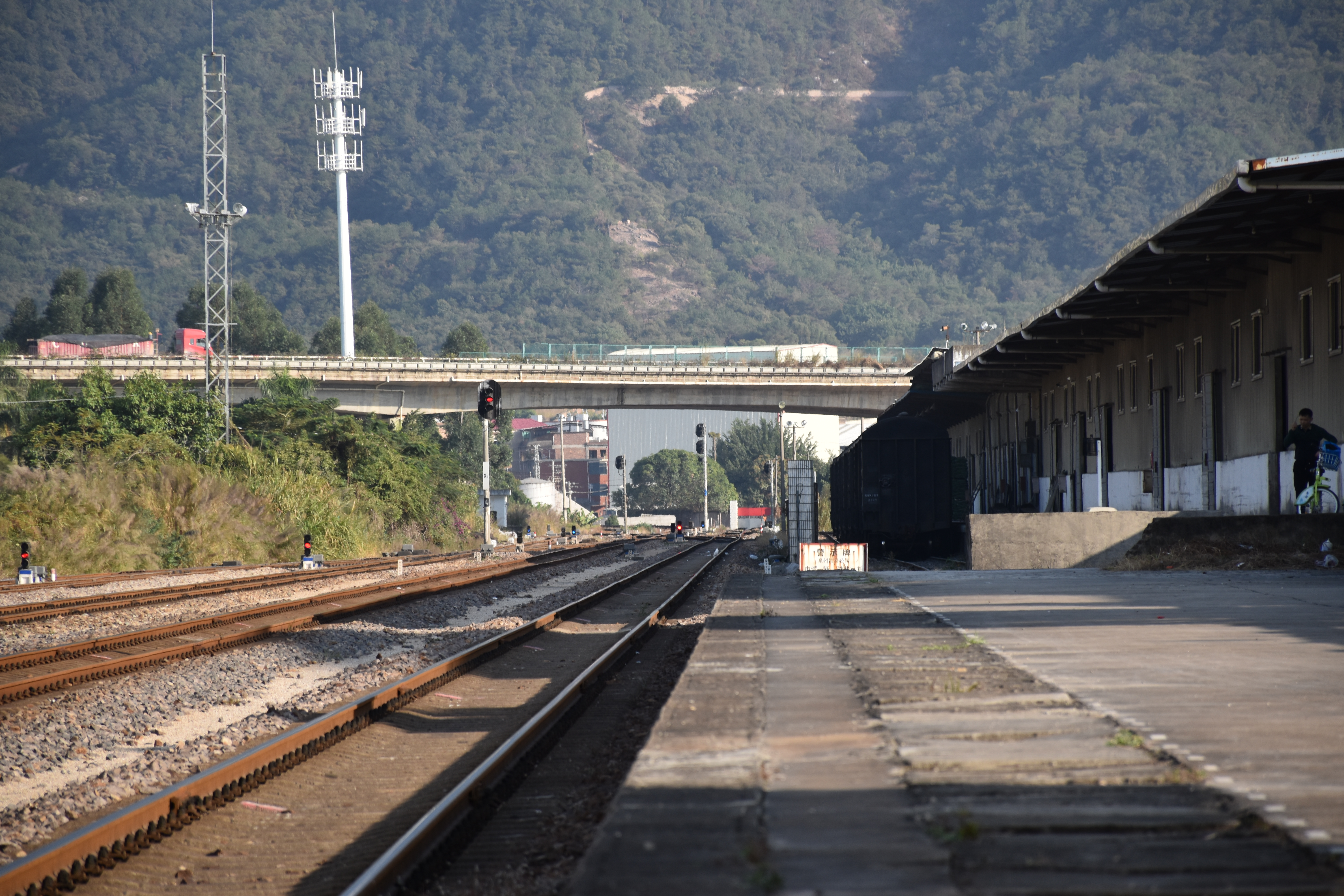
南安站站场
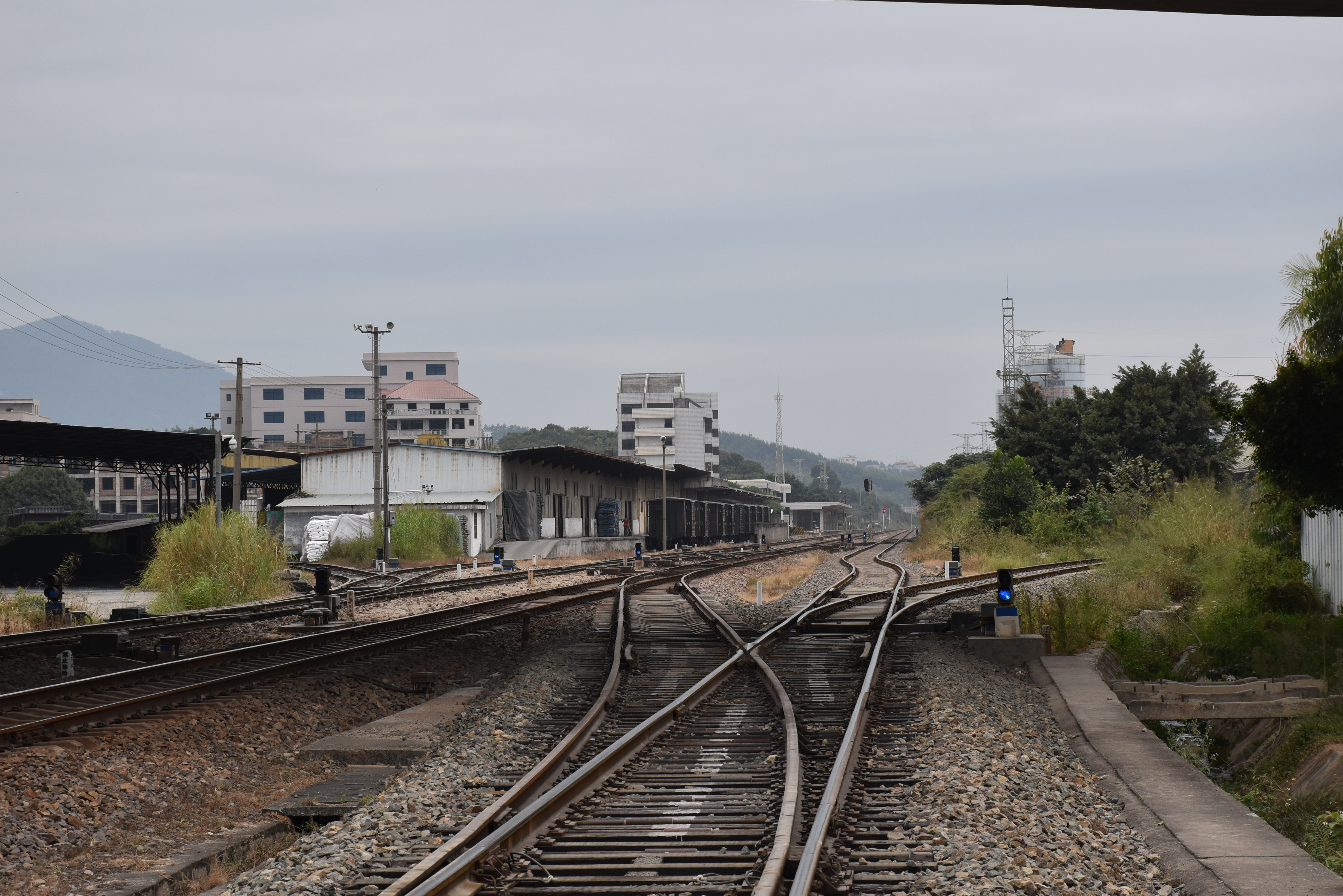
南安站站场
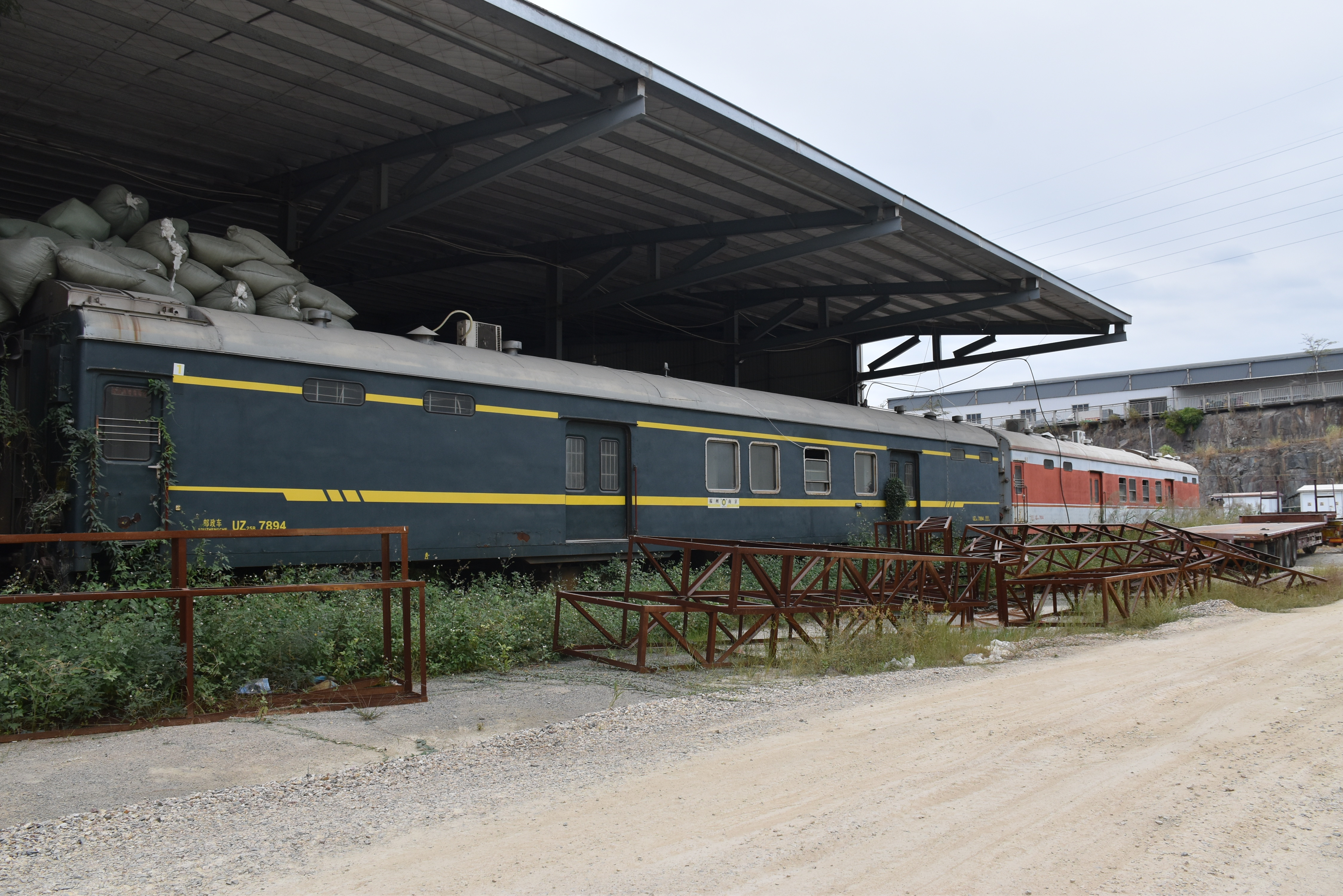
位于华达公司专用线的封存的UZ25B邮政车